# Deadpool 2
Série Deadpool
Deadpool
(2016) Deadpool et Wolverine
(2024)
Série X-Men
X-Men: Apocalypse
(2016) X-Men: Dark Phoenix
(2019)
Pour plus de détails, voir Fiche technique et Distribution.
Deadpool 2 est un film de super-héros américano-canadien réalisé par David Leitch, sorti en 2018.
Il met en scène le personnage du même nom tiré des comics, interprété par Ryan Reynolds. Il s'agit de la suite de Deadpool de Tim Miller, sorti en 2016.
Après avoir tenté, en vain, de sauver un jeune mutant au pouvoir destructeur, Deadpool se retrouve dans une prison antimutants. Arrive Cable, un soldat venant du futur et désireux de se venger du jeune mutant Firefist. Deadpool décide de le combattre. Peu convaincu par les règles des X-Men, il crée sa propre équipe, la « X-Force ».

## Synopsis
Deux ans après les événements du premier film, Deadpool / Wade Wilson est devenu un mercenaire tuant de nombreux criminels à travers le monde. Lors d'une mission dans sa ville, il s'apprête à tuer un baron de la drogue, qui réussit à s'échapper dans un premier temps. Il rentre chez lui pour célébrer l'anniversaire de son couple avec Vanessa Carlysle et les deux s'échangent leurs cadeaux : Vanessa reçoit un jeton de la salle d'arcade de leur première rencontre et Wade reçoit le stérilet de sa compagne, qui lui annonce qu'elle est prête à fonder une famille avec lui. Plus tard dans la nuit, le baron de la drogue et ses hommes attaquent l'appartement de Wade et Vanessa qui est tuée d'une balle en plein cœur durant l'assaut. Anéanti, Wade poursuit le criminel dans la rue, puis l'étreint sur la route, alors qu'un camion les renverse à toute vitesse, tuant ainsi le baron.
Six semaines plus tard, Deadpool décide de mettre fin à ses jours en faisant exploser son appartement à l'aide de barils d'essence. Pendant sa « mort », Wade retrouve Vanessa dans une vision de leur appartement dans l'au-delà, qui lui dit qu'il doit poser son cœur à la bonne place, le laissant dans une grande confusion. Wade est renvoyé dans la réalité, au moment où le X-Man Colossus, en investigation de l'explosion, ramène les restes de son corps au manoir du professeur Xavier, afin de l'aider à surmonter son deuil et le recruter dans l'équipe des X-Men. Deadpool accepte d'intégrer l'équipe avec beaucoup de réserves, jusqu'à ce qu'ils soient, avec Colossus et Negasonic Teenage Warhead, appelés sur le terrain où un jeune mutant nommé Russell (capable de produire des températures extrêmement hautes avec ses mains et d'enflammer les objets proches) est entré en crise de nerfs devant l'orphelinat Essex House pour jeunes mutants où il vit. Après avoir échoué plusieurs fois à calmer le jeune garçon, Deadpool découvre que Russell a subi des maltraitances de la part du directeur et du personnel de l'établissement. Il décide alors d'abattre un membre du personnel. Deadpool et Russell sont maîtrisés avec un collier explosif inhibiteur de pouvoirs mutants, y compris le facteur régénérateur de Deadpool, qui voit son cancer revenir rapidement, le tuant à petit feu.
Wade et Russell sont incarcérés dans le Blockhaus, une prison de haute sécurité pour mutants contenant des dizaines de criminels équipés du même collier. Russell tente de se lier d'amitié avec Wade, qui le repousse sans ménagement. C'est alors que la prison est attaquée par Cable, un mutant cybernétique venu du futur pour tuer Russell, que Wade, libéré de son collier dans l'attaque, tente de protéger. Durant leur combat, Wade réussit à s'éjecter avec Cable hors de la prison, alors que Russell est toujours à l'intérieur. Quand il tombe dans l'eau glacée non loin de la prison, Wade a une nouvelle vision de Vanessa, qui lui fait comprendre qu'il peut encore sauver Russell et se pardonner. Pendant ce temps, le jeune garçon, isolé, se lie d'amitié avec un mutant mystérieux emprisonné dans les sous-sols de la prison, capable de faire trembler les murs par sa force.
Wade recrute alors une équipe de mutants avec son ami Weasel (en) pour sauver Russell et combattre Cable. Cette équipe, que Wade baptise « X-Force », est composée de Domino, Bedlam, Shatterstar, Zeitgeist (en), le Fantôme et Peter, un simple humain. Ils lancent un assaut sur le convoi de transfert de prisonniers (transportant Russell et le mystérieux mutant) en se parachutant d'un hélicoptère de transport. L'opération est un désastre : à cause des vents forts, seuls Deadpool et Domino survivent au parachutage alors que les autres meurent tous dans divers accidents : Le Fantôme se fait électrocuter en atterrissant sur des lignes à haute tension, Bedlam s'écrase dans le pare-brise d'un bus, Zeitgeist se fait aspirer par un broyeur à végétaux après avoir acidifié Peter qui tentait de le secourir, et Shatterstar se fait déchiqueter en atterrissant sur les pales d'un hélicoptère. Domino, dont le pouvoir est de manipuler les probabilités pour que la chance lui soit toujours favorable, réussit à s'infiltrer dans le camion, mais tombe sur Cable, venu pour tuer Russell. Le combat s'engage entre Deadpool et Cable mais Russell libère alors le mutant mystérieux, qui n'est autre que le Fléau. Ce dernier provoque l'effondrement d'un pont autoroutier sous le camion, qui s'écrase en contrebas. Le Fléau déchire le corps de Deadpool en deux et parvient à s'enfuir avec le jeune garçon qui veut tuer le directeur de l'orphelinat, qui l'a torturé pour sa mutation. Weasel et Domino retrouvent Deadpool qui fait repousser le bas de son corps chez Althea / Blind Al (en), son amie aveugle. Cable y fait également irruption et expose ses motivations: en tuant le directeur, Russell va prendre goût au meurtre et devenir un tueur redoutable qui causera la mort de la famille de Cable. Deadpool accepte de s'allier à lui à condition qu'il lui laisse suffisamment de temps pour convaincre une dernière fois Russell de faire le bon choix.
Deadpool tente sans succès de se racheter auprès de Colossus et se rend à l'orphelinat avec Cable et Domino pour arrêter Russell et le Fléau, mais ont de grandes difficultés à maîtriser ce dernier, doté d'une force incroyable. C'est alors que Colossus arrive et distrait le mutant suffisamment longtemps pour que Deadpool et Cable puissent rattraper Russell. De son côté, Domino neutralise les gardes de l'orphelinat et sauve les enfants à l'aide d'un bus projeté par Colossus et Le Fléau. Le Fléau est finalement vaincu par les pouvoirs combinés de Colossus, Negasonic et sa petite amie Yukio (en). Deadpool et Cable parviennent à rattraper Russell avant qu'il ne tue le directeur et Deadpool use de tous les moyens pour le ramener à la raison, y compris en mettant le collier inhibiteur autour de son propre cou pour neutraliser son pouvoir de guérison, afin de voir si Russell est capable de le tuer de sang-froid. Cable dégaine son arme et tire sur Russell qui est sur le point d'exécuter sa vengeance, mais Deadpool s'interpose et prend la balle à la place du jeune garçon. Après une longue agonie, Deadpool finit par mourir mais réussit à sauver Russell qui renonce à se venger. L'ours en peluche carbonisé que Cable portait sur lui, souvenir de sa fille, reprend alors son apparence originelle, signe que sa famille est en vie dans le futur.
Wade retrouve Vanessa dans l'au-delà, qui lui dit que son heure n'est pas encore venue et qu'il doit retourner auprès de sa nouvelle famille. Cable, se sentant redevable envers Deadpool, utilise sa machine temporelle (qu'il ne pouvait utiliser qu'une seule fois pour rentrer chez lui) pour revenir quelques instants avant le combat final et placer le jeton en plomb de Vanessa dans la combinaison de Deadpool afin de stopper la balle censée le tuer. Grâce à la chance de Domino, Deadpool est libéré de son collier inhibiteur, toute l'équipe quitte l'orphelinat en ruines, et le directeur est fauché par Dopinder (en) alors qu'il hurlait des propos anti-mutants.
Scènes post-générique
Deadpool fait réparer la montre temporelle de Cable par Negasonic et Yukio afin d'en profiter pour modifier le cours des événements. Il sauve Vanessa et Peter de leurs destins funestes, crible de balles son alter ego dans le film X-Men Origins: Wolverine et par la même occasion croise Wolverine (qu'il informe qu'après son dernier film, il finira par reprendre les griffes pour le troisième film Deadpool), puis tue l'acteur Ryan Reynolds après que celui-ci a lu, enthousiaste, le scénario du film Green Lantern. Finalement, Deadpool se retrouve dans une maternité où il veut tuer Adolf Hitler, alors bébé.

## Fiche technique
|                                                                                     |  |  |
| Les scénaristes du film Rhett Reese et Paul Wernick au Comic-Con de San Diego 2018. |  |  |

 Sauf indication contraire, les informations mentionnées dans cette section peuvent être confirmées par les bases de données cinématographiques IMDb et Allociné,  présentes dans la section « Liens externes ».
- Titre original, français et québécois : Deadpool 2
- Réalisation : David Leitch
- Scénario : Rhett Reese, Ryan Reynolds et Paul Wernick, d'après les comics de Rob Liefeld et Fabian Nicieza
- Musique : Tyler Bates
- Direction artistique : Roger Fires, Peter Ochotta et Dan Hermansen
- Décors : David Scheunemann
- Costumes : Kurt and Bart (Kurt Swanson et Bart Mueller)
- Photographie : Jonathan Sela
- Son : Cary Clark, Paul Massey, Erin Michael Rettig, Martyn Zub
- Montage : Craig Alpert, Michael McCusker, Elísabet Ronaldsdóttir et Dirk Westervelt
- Production : Lauren Shuler Donner, Simon Kinberg et Ryan Reynolds
  - Production déléguée : Stan Lee, Kelly McCormick, Jonathon Komack Martin, Ethan Smith, Rhett Reese, Aditya Sood et Paul Wernick
- Sociétés de production[1] : BC Housing, Kinberg Genre, Maximum Effort et Donners' Company (non crédité), présenté par Twentieth Century Fox, en association avec Marvel Entertainment et TSG Entertainment
- Société de distribution : Twentieth Century Fox
- Pays de production :  États-Unis,  Canada
- Langues originales : anglais, cantonais, espagnol, russe
- Format[2] : couleur - D-Cinema - 2,39:1 (Cinémascope) - son 12-Track Digital Sound | Dolby Atmos | Dolby Digital | IMAX 6-Track
- Genre : action, aventures, comédie, science-fiction, super-héros
- Durée : 119 minutes, 117 minutes (version PG-13 dite Once Upon a Deadpool), 134 minutes (version longue dite Super Duper Cut)
- Dates de sortie[3] :
  - France, Belgique, Suisse romande : 16 mai 2018[4],[5]
  - États-Unis, : 18 mai 2018 (sortie nationale) ; 21 décembre 2018 (ressortie en version PG-13)
  - Québec : 18 mai 2018[6]
- Classification[7] :
  - États-Unis : interdit aux moins de 17 ans (R – Restricted)[Note 3]
  - Canada :
    - Alberta/Manitoba : les enfants de moins de 14 ans doivent être accompagnées d'un adulte (14A - 14 Accompaniment)
    - British Columbia/Ontario : les personnes de moins de 18 ans doivent être accompagnées d'un adulte (18A - 18 Accompaniment)
    - Québec : 13 ans et plus (13+ - 13 years and over)

  - France : interdit aux moins de 12 ans[8],[9],[Note 4]
  - Belgique : potentiellement préjudiciable jusqu'à 12 ans (Mogelijk schadelijk voor kinderen onder de 12 jaar)[4]
  - Suisse romande : interdit aux moins de 16 ans[10]

## Distribution
|                                                                          |  |  |
| Les acteurs Zazie Beetz et Ryan Reynolds au Comic-Con de San Diego 2018. |  |  |

- Ryan Reynolds (VF : Pierre Tessier ; VQ : François Godin) : Wade Wilson / Deadpool et Le Fléau (Juggernaut en VO - capture de mouvement faciales et voix) (VF : Guillaume Desmarchelier ; VQ : Bruno Marcil) ainsi que lui-même (scène post-générique)
- Josh Brolin (VF : Philippe Vincent ; VQ : Sylvain Hétu) : Cable
- Julian Dennison (en) (VF : Tom Trouffier ; VQ : Louis-Julien Durso) : Russell « Hot Stuff » Collins / Firefist
- Zazie Beetz (VF : Fily Keita ; VQ : Catherine Brunet) : Neena Thurman / Domino
- Morena Baccarin (VF : Juliette Degenne ; VQ : Pascale Montreuil) : Vanessa Carlysle
- Andre Tricoteux (en) (capture de mouvement) et Stefan Kapičić (trait facial et voix) (VF : Régis Ivanov ; VQ : Pierre-Étienne Rouillard) : Piotr Rasputin / Colossus
- T. J. Miller (VF : Daniel Lafourcade ; VQ : Alexis Lefebvre) : la Fouine (Weasel (en) en VO)
- Brianna Hildebrand (VF : Marie Tirmont ; VQ : Kim Jalabert) : Ellie Phimister / Negasonic Teenage Warhead
- Leslie Uggams (VF : Maïk Darah ; VQ : Johanne Garneau) : Althea / Blind Al (en)
- Karan Soni (VF : Sonny Thongsamouth ; VQ : Nicolas Bacon) : Dopinder (en), le chauffeur de taxi
- Randal Reeder (it) (VF : Sylvain Lemarié) : Buck
- Jack Kesy (VF : Marc Arnaud ; VQ : Pierre-Yves Cardinal) : Black Tom Cassidy
- Shiori Kutsuna (VF : Margot Turbil ; VQ : Éloïsa Cervantes) : Yukio (en)
- Terry Crews (VF : Namakan Koné ; VQ : Frédéric Lavallée) : Jesse Aaronson / Bedlam
- Bill Skarsgård (VF : Augustin Bonhomme ; VQ : Kevin Houle) : Zeitgeist
- Lewis Tan (VQ : Adrien Bletton) : Rusty / Shatterstar
- Rob Delaney (VF : Guillaume Bourboulon ; VQ : Thiéry Dubé) : Peter W.
- Eddie Marsan (VF : Arnaud Bedouët ; VQ : Frédéric Desager) : Miller, le directeur de l'orphelinat
- Nikolai Witschl (VF : Antoine Schoumsky) : Daniel, le chef méthodique du personnel de l'orphelinat
- Sonia Sunger (VF : Cindy Tempez) : la journaliste Irene Merryweather
- Hayley Sales : la femme de Cable
- Islie Hirvonen : Hope, la fille de Cable
- Sala Baker : Firefist adulte
- Mike Dopud : le premier garde de prison
- Alan Tudyk : un redneck (caméo)
- Matt Damon : un redneck (caméo ; crédité sous le pseudonyme Dickie Greenleaf)
- Brad Pitt : Fantôme (caméo)
- Rhett Reese : un pilote d'hélicoptère (caméo)
- Paul Wernick : un cadreur (caméo)
- James McAvoy : Professeur X (caméo, non crédité)
- Nicholas Hoult : le Fauve (caméo, non crédité)
- Evan Peters : Vif-Argent (caméo, non crédité)
- Tye Sheridan : Cyclope (caméo, non crédité)
- Alexandra Shipp : Tornade (caméo, non créditée)
- Kodi Smit-McPhee : Diablo (caméo, non crédité)
- Hugh Jackman (VF : Joël Zaffarano ; VQ : Daniel Picard) : Wolverine (scène post-générique montée au travers d'images d'archives du film X-Men Origins: Wolverine incluant de nouvelles images inédites - non crédité)
- Fred Savage (VF : Alexandre Gillet) : lui-même (caméo - version Il était une fois Deadpool)

Version française réalisée par la société de doublage Dubbing Brothers, sous la direction artistique de Barbara Tissier, avec une adaptation de dialogues de Joël Savdié.
 Source et légende : version française (VF) sur RS Doublage et selon le carton du doublage français sur le DVD zone 2.
 Source et légende : version québécoise (VQ) sur Doublage.qc.ca

## Production

### Genèse et développement

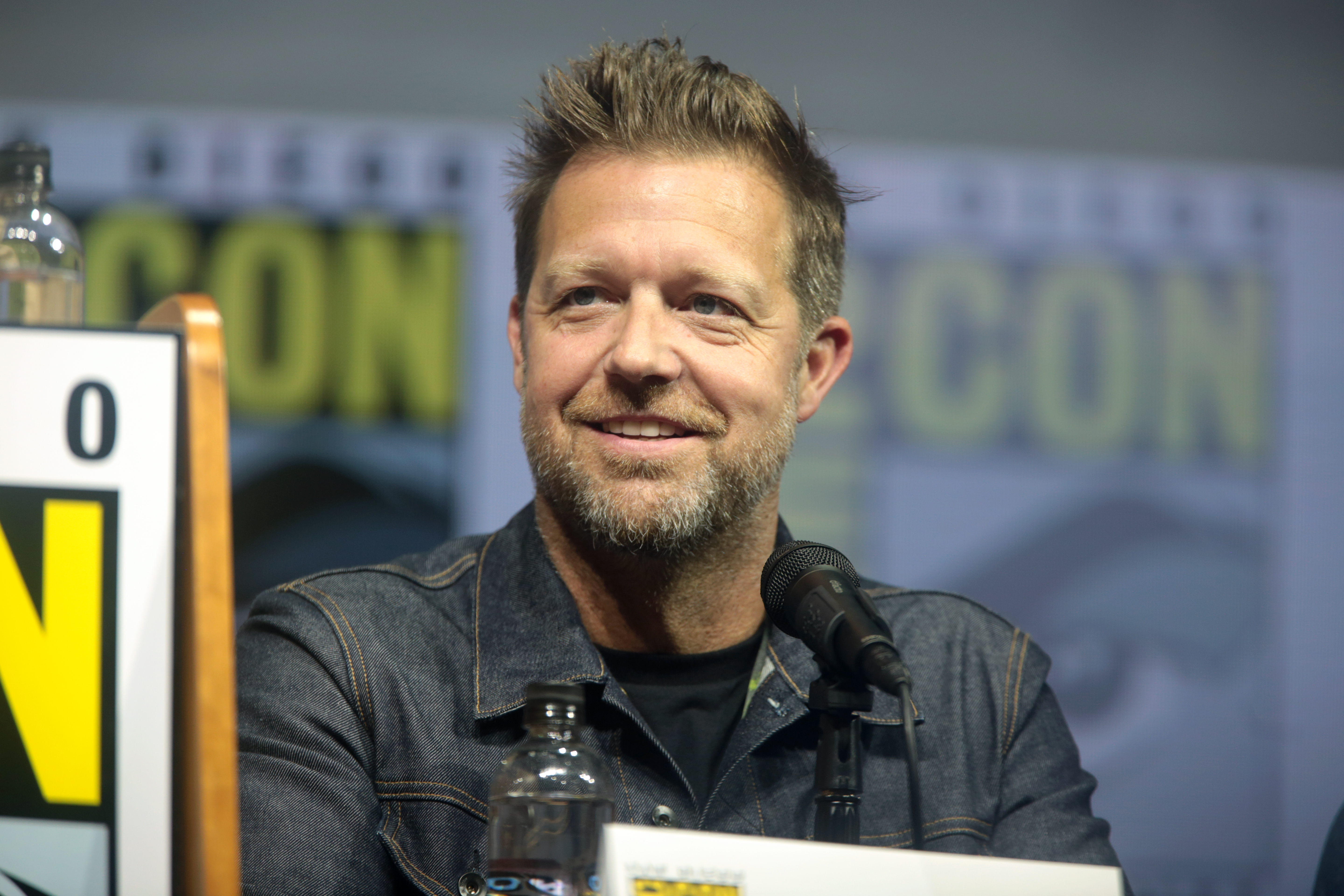
Le réalisateur David Leitch remplace Tim Miller.

Dès août 2015, le réalisateur Tim Miller évoque la possibilité de faire une suite à son film. En février 2016, alors que le film n'est pas encore sorti dans les salles américaines, le projet est fortement évoqué. De plus, dans la scène postgénérique du premier film, le personnage Deadpool évoque lui-même une suite avec le personnage Cable. En avril 2016, le projet est officiellement lancé.
En octobre 2016, le réalisateur Tim Miller quitte le projet Deadpool 2 en raison de divergences artistiques avec Ryan Reynolds. L'acteur-producteur explique ensuite ce départ : « Je sais quand je dois exercer une forme de contrôle tout comme je sais quand je dois passer la main. Ce n’est pas moi qui irai dire à Tim Miller : “Les effets visuels de Deadpool devraient être faits de telle façon.” C'est un véritable magicien des effets spéciaux. Mais il y a des choses que je maîtrise très bien sur le ton et le personnage. Et c'est moi qui suis sur ce projet depuis le plus longtemps, hormis les gens qui ont travaillé sur les comics. Voilà onze ans que je pousse ce rocher de Sisyphe en haut de la colline et qu'il me retombe dessus. Alors je serai sur le coup d’un bout à l'autre. » Quelques mois plus tard, Tim Miller déclare cependant en interview : « Avec Deadpool 2, je ne voulais pas faire un film stylisé au budget trois fois supérieur. […] Je m'adresse à ceux qui lisent sur Internet. Je voulais faire le même genre de film que le premier, car c'est le genre parfait pour le personnage. Donc, ne croyez pas ce que vous lisez sur Internet. »
David Leitch, coréalisateur de John Wick (2014), est officialisé en novembre 2016.

### Attribution des rôles

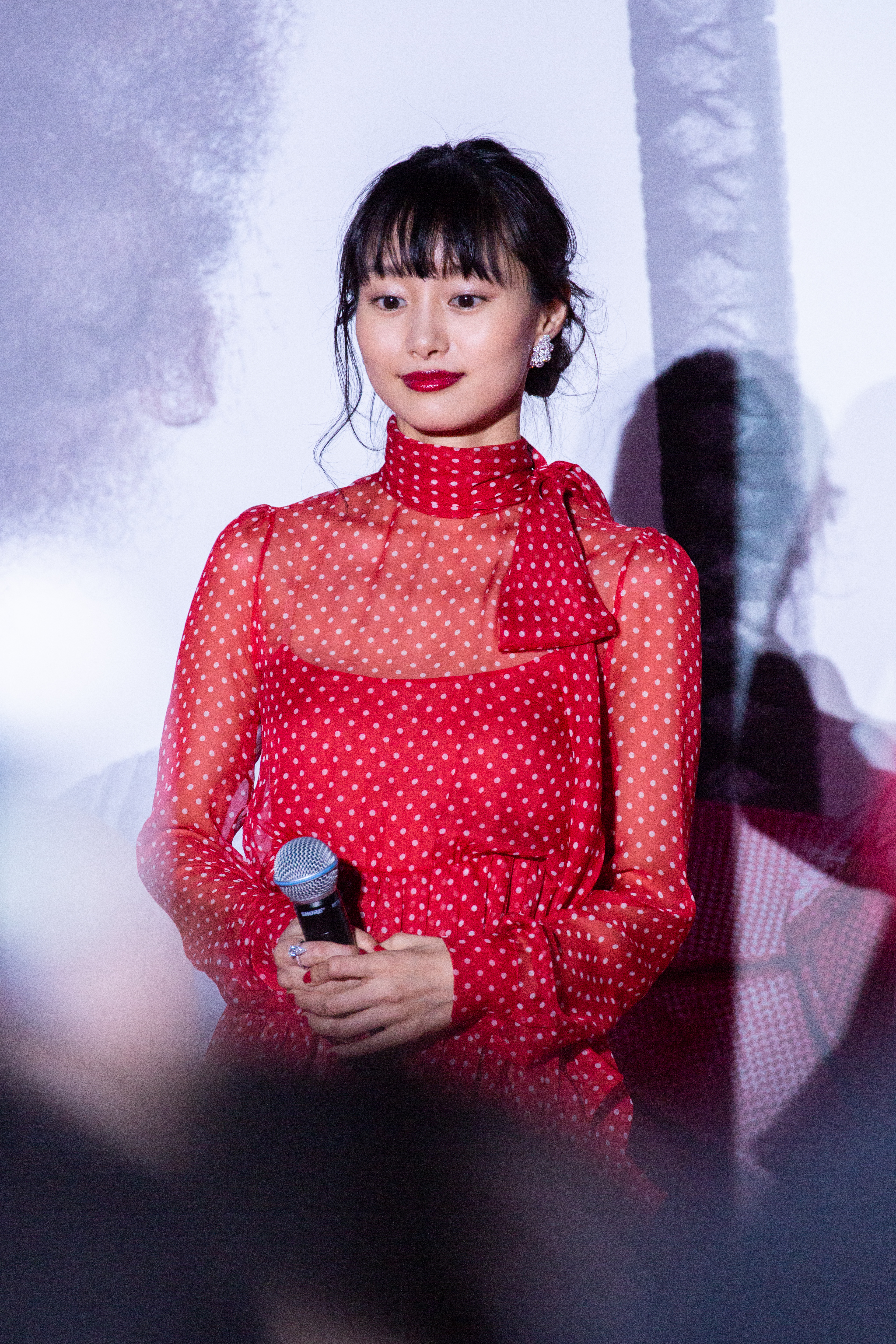
L'actrice japonaise Kutsuna Shiori reprend le personnage de Yukio, interprété par Rila Fukushima dans The Wolverine.

Ryan Reynolds, également producteur du film, reprend son rôle de Wade Wilson / Deadpool. Il formera sa propre équipe de super-héros. En plus du rôle-titre et d'être crédité lui-même pour ses interventions lors de scènes post-générique, il a également interprété une performance en capture de mouvement pour le visage et prêté sa voix, qui a été légèrement modifiée par ordinateur pour la rendre plus grave, au personnage du Fléau,(Juggernaut en VO), crédité aussi comme « lui-même ».
En janvier 2017, les scénaristes Rhett Reese et Paul Wernick confirment que Stefan Kapičić sera à nouveau la voix et prêtera également ses expressions faciales à Colossus et qu'Andre Tricoteux (en) sera le personnage en capture de mouvement, Brianna Hildebrand reprend le rôle de Negasonic Teenage Warhead, Leslie Uggams celui de Blind Al (en) et Karan Soni retrouve celui du chauffeur de taxi, Dopinder (en).
En mars 2017, Ryan Reynolds a annoncé que Zazie Beetz a été choisie pour interpréter le rôle de la mercenaire Neena Thurman / Domino, et Morena Baccarin confirme qu'elle aimerait retrouver son rôle de Vanessa Carlysle pour une éventuelle transformation en Copycat.
Pour incarner Cable, de nombreux noms ont circulé sur Internet. Alors que Ron Perlman a exprimé son intérêt pour le rôle, les noms de Liam Neeson, Jon Hamm, Michael Shannon, Dolph Lundgren, Gerard Butler ou encore Pierce Brosnan ont été évoqués de manière plus ou moins crédible. Josh Brolin est finalement choisi et ajoute un deuxième personnage de l'univers Marvel à son palmarès, après Thanos dans plusieurs films de l'univers cinématographique Marvel (dont Les Gardiens de la Galaxie et Avengers: Infinity War). Cependant le film étant produit par la 20th Century Fox et non par Marvel Studios, il ne fait donc pas partie de ce même univers cinématographique Marvel.
En juin et août 2017, Shiori Kutsuna est confirmée dans le rôle de Yukio (en), une membre des X-Men et la petite amie de Negasonic Teenage Warhead et Eddie Marsan apparaît comme le directeur de l'orphelinat.
En février 2018, l'équipe X-Force que Deadpool formera sera composée de Terry Crews (Bedlam), Lewis Tan (Shatterstar), Rob Delaney (Peter) et Bill Skarsgård (Zeitgeist (en)).
En mai 2018, plusieurs caméos et scènes post-génériques sont confirmés dont Brad Pitt (le Fantôme), James McAvoy (Professeur X, jeune), Nicholas Hoult (le Fauve, jeune), Evan Peters (Vif-Argent), Tye Sheridan (Cyclope, jeune), Alexandra Shipp (Tornade, jeune) et enfin Hugh Jackman (Wolverine) au travers d'images d'archives tirées du film X-Men Origins: Wolverine incluant de nouvelles images tournées et coupées de ce film, impliquant le voyage dans le temps,,,. D'autres caméos sont faits comme Alan Tudyk et Matt Damon (déguisé et crédité comme Dickie Greenleaf, faisant référence au film Le Talentueux Mr. Ripley), interprètent deux rednecks, rencontré par Cable, qui discutent d'un manifeste sur le papier toilette, inspiré par un véritable manifeste écrit par Rhett Reese. Les scénaristes Rhett Reese et Paul Wernick interprètent respectivement un pilote d'hélicoptère et un cadreur. Enfin, Stan Lee, n'ayant pas pu effectuer d'apparition dans le film comme il l'avait fait dans le premier et le court métrage No Good Deed, un buste a été intégré dans la scène où Deadpool le renverse dans le Manoir X, et son portrait géant apparaît sur un immeuble lorsque Domino poursuit le convoi. Il apparaît cependant en personne dans la toute première bande annonce du film, complimentant Deadpool sur son costume.

### Tournage
Le tournage débute le 17 juin 2017 dans le château du domaine d'Hatley à Colwood au Canada, qui sert de décor au manoir des X-Men, comme la plupart des précédents films de la série X-Men. Il aura ensuite lieu à Vancouver jusqu'en octobre de la même année.
Lors du tournage à Vancouver en août 2017, Joi « SJ » Harris, une pilote expérimentée faisant ses débuts comme cascadeuse sur le film, décède des suites d'un accident, après une cascade ratée à moto alors qu'elle ne portait pas de casque,. À la suite de l'accident, la production du film est interrompue deux jours et reprend le 16 du même mois.

### Musique

#### Original Motion Picture Score
Après l'annonce du départ de Tim Miller, le réalisateur du premier film, Junkie XL annonce qu'il ne composera pas la musique de la suite. Tyler Bates est choisi pour le remplacer. L'album Deadpool: Original Motion Picture Score, sorti en mai 2018, est la première bande originale instrumentale à se voir apposer le logo Parental advisory.
Liste des titres
1. X-Men Arrive - 0:58
2. Fighting Dirty - 2:03
3. Hello Super Powers - 0:57
4. Escape - 2:13
5. Vanessa - 1:55
6. Weasel Interrogation - 1:11
7. Holy S*** Balls - 1:32
8. Mutant Convoy - 3:59
9. The Name is Cable - 1:23
10. Sorry for Your Loss - 1:01
11. You Can't Stop this Mother F***** [Explicit] - 1:10
12. Ice Box - 1:19
13. Docking - 1:16
14. Make the Whole World our B**** - 3:15
15. Pity D*** - 0:58
16. Knock Knock - 0:51
17. Let Me In - 1:43
18. Maximum Effort - 1:38
19. The Orphanage - 2:57
20. Cable Flashback - 1:23
21. Genuine High Grade Lead - 1:53
22. Courage Mother F***** - 1:27

#### Original Motion Picture Soundtrack
Le 3 mai 2018, Céline Dion révèle un nouveau single, Ashes, enregistré spécialement pour le film et utilisé comme générique d'entrée. La chanson est incluse sur l'album Deadpool 2: Original Motion Picture Soundtrack.
| 1.  | Ashes                                                | Céline Dion                                        | 3:18 |
| 2.  | Welcome to the Party                                 | Diplo, French Montana & Lil Pump feat. Zhavia Ward | 3:01 |
| 3.  | Nobody Speak                                         | DJ Shadow feat. Run the Jewels                     | 3:16 |
| 4.  | In Your Eyes                                         | Peter Gabriel                                      | 5:29 |
| 5.  | Take on Me (version MTV Unplugged – Summer Solstice) | a-ha                                               | 4:14 |
| 6.  | If I Could Turn Back Time                            | Cher                                               | 4:01 |
| 7.  | 9 to 5                                               | Dolly Parton                                       | 2:45 |
| 8.  | All Out of Love                                      | Air Supply                                         |      |
| 9.  | We Belong (version single)                           | Pat Benatar                                        | 3:42 |
| 10. | Tomorrow (tiré de Annie)                             | Alicia Morton                                      | 2:30 |
| 11. | Mutant Convoy                                        | Tyler Bates                                        | 3:59 |
| 12. | Bangarang                                            | Skrillex feat. Sirah                               | 3:35 |

Autres chansons présentes dans le film
- Marco Beltrami - Don't Be What They Made You (tiré de Logan)
- LL Cool J - Mama Said Knock You Out
- Teamheadkick - Deadpool Rap (X-Force Remix) (la version originale provient du film Deadpool)
- Udit Narayan, Hariharan & Kailash Kher - Yun Hi Chala Chal (tiré de Swades : Nous, le peuple)
- Jerry Goldsmith - Crossed Legs (tiré de Basic Instinct)
- Enya - Caribbean blue
- Enya - Only Time
- AC/DC - Thunderstruck
- Rupert Holmes - Escape (The Pina Colada Song)
- Jack Benny - I'm an Old Cowhand (From the Rio Grande)
- Nathaniel Rateliff & The Night Sweats - Shoe Boot
- Barbra Streisand - Papa Can You Hear Me? (tiré de Yentl)
- Donnie Dragon, Jae Hoon Shin & Mobile Mansion - Hit the Dancefloor
- Ted Caplan - All Out of Love
- DMX - X Gon' Give It to Ya

## Différentes versions
En plus de la version sortie dans les salles de cinéma, le film connait deux autres versions. La première est une version director's cut baptisée Super méga $@%!#& chouette et la seconde une version édulcorée pour les fêtes de fin d'année.

### VersionSuper méga $@%!#& chouette
En mai 2018, peu de temps après la sortie dans les salles américaines, le réalisateur David Leitch annonce travailler sur une version rallongée du film. Il explique notamment qu'elle devrait notamment inclure davantage de tentatives de suicide de Deadpool, une version plus longue de la scène au manoir X-Men ainsi que des versions alternatives de scènes. Cette nouvelle version est projetée lors du Comic-Con 2018 de San Diego lors d'un évènement intitulé Deadpool 2: Uncut Screening.
La version Super méga $@%!#& chouette est présente avec la version cinéma en DVD/Blu-ray/BD UHD.

### VersionIl était une fois Deadpool
En septembre 2018, la Fox annonce la sortie d'un film Deadpool pour le 21 décembre 2018 dans les salles. Il s'agit finalement d'une version remontée de Deadpool 2. Aux États-Unis, la version initiale du film était classifiée R - Restricted (soit « les enfants de moins de 17 ans doivent être accompagnés d'un adulte »), cette version édulcorée reçoit une classification PG-13 (« accord parental recommandé, film déconseillé aux moins de 13 ans »). Après l'annonce de la Fox, Ryan Reynolds publie une photo dans laquelle Deadpool raconte l'histoire de la version initiale du film à Fred Savage, parodiant une scène de Princess Bride (1987) dans laquelle Peter Falk racontait une histoire à un enfant incarné à l'époque par Fred Savage.

## Clins d'œil et références
Comme son prédécesseur, le film cumule plusieurs références à la pop culture et à l'univers des comics, pour des gags ou des séquences quand Deadpool brise le quatrième mur.

### Marvel
Deadpool mentionne à nouveau le nom de Patrick Stewart, l'interprète du Professeur Xavier âgé dans les films X-Men. D'autres clins d’œil à la franchise sont présents dans le film. Il y a ainsi un Wolverine (Hugh Jackman) dans le passé et quelques X-Men voulant éviter Deadpool au manoir (le Fauve, Professeur Xavier jeune, Vif-Argent, Cyclope, Tornade et Diablo). Parmi ces X-Mens, on note l’absence de Jean Grey et l'apparition de James McAvoy en Professeur X. Cela est dû au planning, les acteurs étant rassemblés pour le tournage de X-Men: Dark Phoenix. Deadpool révèle au début du film le sort de Wolverine dans Logan (2017), grâce à une figurine montrant Logan transpercé par une souche d'arbre à la fin du duel contre X-24. L'affiche de Deadpool 2 présente la tagline « D'après le studio qui tua Wolverine ». Aussi, il se déplace un temps dans le fauteuil roulant du professeur, et plus tard essaie le casque du Cerebro, qu'il abîme malencontreusement .
D'autres références concernent des personnes de l'univers Marvel. Ainsi, Deadpool appelle Cable par le nom de Thanos. Josh Brolin, qui interprète ici Cable, tient le rôle de Thanos dans plusieurs films de l'univers cinématographique Marvel. En voyant son bras robotique, Deadpool hurle à Cable qu'il a volé le bras du Soldat de l'hiver, incarné par Sebastian Stan dans l'univers cinématographique Marvel. Deadpool lance à Domino « Shut up, black Black Widow » (« Ta gueule Black Widow noire »). Natasha Romanoff alias Black Widow est incarnée par Scarlett Johansson dans l'univers cinématographique Marvel. Ou encore, l'utilisation de la chanson Thunderstruck d'AC/DC à cause des nombreuses utilisations des titres de ce groupe dans les films Iron Man.
Lors de l’arrivée de Cable dans le présent, les deux rednecks écoutent Escape (The Piña Colada Song) de Rupert Holmes, qui est une des chansons du Awesome mix de Peter Quill/Star Lord dans Les Gardiens de la Galaxie.
Il est possible de voir une affiche disant M-Day is near (« Le Jour-M est proche ») dans les couloirs de l’Institut Essex. Il s’agit d'une référence à House of M, une série de comics Marvel. Lorsque le Fantôme s'électrocute, son visage est visible. Il est incarné par Brad Pitt, qui avait un temps été évoqué pour camper Cable.
De plus, lorsque Deadpool, Cable, Domino et Dopinder arrivent à l'orphelinat et se battent contre Le Fléau, on peut entendre Deadpool dire : « Salut mon grand, le soleil va bientôt se coucher ! » (« Hey big guy, the sun's getting real low! » en version originale). Cette phrase renvoie au film Avengers : L'Ère d'Ultron lorsque à la fin de l'infiltration du château du Baron Strucker, Black Widow dit exactement la même phrase mais sur une intonation différente à Hulk afin qu'il se calme et redevienne Bruce Banner.
Stan Lee est apparu deux fois en caméo : en personne dans la première bande annonce, où il complimentait Deadpool sur son costume, et dans le film sous la forme d'une fresque à son effigie, dans un plan où l'on voit Domino arriver en parachute sur le convoi.

### DC Comics
Dans la prison, Deadpool déclare que Cable est un méchant tellement « dark » qu'il pourrait venir de chez DC Comics.
Par ailleurs dans le film, Deadpool dit qu'il y a encore un personnage dont la mère s'appelle Martha, comme Martha Kent (la mère de Clark Kent) et Martha Wayne (celle de Bruce Wayne) et se moque de la scène décriée de Batman v Superman : L'Aube de la justice.
Lorsque Deadpool se bat contre Cable, ce dernier lui demande qui il est. Deadpool lui répond : « Je suis Batman ! » (dans la version originale, il pastiche le ton de Michael Keaton dans le film Batman de Tim Burton).
Lorsque Deadpool fait passer des entretiens pour monter une équipe, on peut voir en arrière plan un fusil avec à l'intérieur un drapeau où il est inscrit « Bang! », en référence à l'arme du Joker.

### Autres
L'affiche teaser du film et la pochette de la bande originale renvoient à une célèbre scène de danse du film Flashdance (1983) d'Adrian Lyne.
Le générique d'introduction du film est une parodie de celui de James Bond, et plus particulièrement celui de 007 Spectre[réf. nécessaire].
Pendant un combat contre Cable, il y a une référence au film Les Goonies lorsque Wade l'appelle Willy le Borgne (l'acteur Josh Brolin ayant joué Brand Walsh dans ce film).
Lors de la scène d'entretien d'embauche pour la X‑Force on peut voir le portrait de la juge Ruth Bader Ginsburg, membre de la cour suprême des États‑Unis.
Deadpool fait également une référence à Terminator lors du combat contre Câble, et son bras robotique, en l'appelant John Connard (parodie du nom John Connor).
Ensuite, Deadpool signifie avec excitation au Fléau quand il le rencontre, à quel point il est fan de lui depuis tout petit. Dans ce film, les deux personnages sont campés sous le masque par le même acteur (Ryan Reynolds).
Deadpool 2 fait aussi référence à Basic Instinct lorsque Deadpool est assis sur le canapé de Al et montre accidentellement son entrejambe. De plus, ses camarades questionnent Cable comme dans le film de Paul Verhoeven et la musique est très similaire.
Quand Deadpool se fait éjecter dans le bâtiment de l'orphelinat par Russell, il signe pour l'enfant qui mange un autographe sur une boîte de céréales illustrant Hugh Jackman en Wolverine, au nom de Ryan Reynolds.
Dans la dernière scène dans l'au‑delà, la chanson fait référence à un clip vidéo du groupe A‑ha datant de 1984, Take on Me, dans sa version originale et dans sa version MTV Unplugged – Summer Solstice.
Dans les scènes après le film, on voit dans un premier temps Yukio et Negasonic réparer le système de voyage dans le temps de Cable.
Yukio dit alors que c'est certainement la pire idée qu'elles aient eu. Negasonic dit alors « Qu'avons-nous fait ?! », ce qui est une référence directe au film Le Hobbit : la désolation de Smaug quand la compagnie libère le dragon Smaug et que celui-ci va s'attaquer à Lacville. De plus, quand Deadpool voyage dans le temps afin de rectifier des éléments de l'« Histoire » (aussi bien l'intradiégétique et l'extradiégétique), il en profite pour tuer son homologue acteur (Ryan Reynolds) au moment où il finit de lire une copie du script du film Green Lantern, et son homologue antihéros de X‑Men Origins: Wolverine en s'incrustant dans la scène (tirée du film original) de la confrontation finale juste avant le combat. Il dit à Wolverine vouloir « faire le ménage dans la chronologie », avant de le laisser confus par la situation, et dans la Super Duper cut, lui annonçant son apparition prochaine dans son troisième film, annonciateur du rôle à nouveau endossé par Hugh Jackman dans Deadpool et Wolverine. Une autre référence à ce film est présente : lors d'une scène où Wade utilise ses katanas pour se protéger des balles tirés par Cable, c'est un rappel de la scène où Wade découpe toutes les balles en sortant de l'ascenseur.
À la fin de sa lecture du script de Green Lantern, Ryan Reynolds dit « Bienvenue dans les grandes ligues, Kid » (« Welcome in the big leagues, kid » en version originale). Cette phrase fait référence à un autre long métrage de la filmographie de l'acteur, le film Foolproof.
Lors de l'un de ses voyages temporels, Deadpool retourne à ce qui est logiquement une maternité de Braunau am Inn (Autriche) dans les quelques jours suivant le 20 avril 1889. Ce sont les lieu et date de naissance d'Adolf Hitler qu'il rencontre explicitement en tant que nouveau‑né, laissant sous‑entendre qu'il l'a assassiné au berceau à la fin de la scène.

## Accueil

### Critiques
Deadpool 2 obtient un taux d'approbation de 84% sur Rotten Tomatoes, basé sur 402 critiques, et une note moyenne de 7,1/10. Sur Metacritic, le film atteint une note de 66/100, basée sur 51 critiques, indiquant un consensus globalement favorable.
Les critiques sont plutôt partagées sur le film. Pour le magazine Rolling Stone, Deadpool 2 « réussit la prouesse de faire oublier son divertissant prédécesseur. ». En revanche le constat est plus médiocre selon Télérama, pour qui la faute en revient surtout aux producteurs du film : « En laissant ce Deadpool 2 sombrer dans le gigantisme hollywoodien banal, les producteurs ont choisi de faire triompher la seule rentabilité. Au moment même où des mastodontes comme Black Panther ou Avengers : Infinity War trouvent comment réinventer la formule du succès [...] le farfelu Deadpool donne l’impression de rentrer dans le rang. ».

### Box-office
En France, le film fait 2 600 250 entrées, contre les 3 763 671 entrées du premier film.
| Pays ou région    | Box-office        | Date d'arrêt du box-office | Nombre de semaines |
| ----------------- | ----------------- | -------------------------- | ------------------ |
| États-Unis Canada | 324 591 735 $     | 22 octobre 2018            | 22                 |
| France            | 2 600 250 entrées | 21 août 2018               | 14                 |
| Total mondial     | 794 998 228 $     | 25 janvier 2020            | 24                 |

## Distinctions
Entre 2018 et 2019, le film Deadpool 2 a été sélectionné 57 fois dans diverses catégories et a remporté 6 récompenses.

### Année 2018
| Cérémonie ou récompense                                                                                 | Catégorie / Récompense                                                                | Nommé(es) / Lauréat(es)                                                     | Résultat   |
| --- | ------------------------------------------------------------------------------------- | --------------------------------------------------------------------------- | ---------- |
| Association des critiques de cinéma de Saint-Louis                                                      | Meilleur film de comédie                                                              | Deadpool 2                                                                  | Nomination |
| Cercle des critiques de Phoenix (Phoenix Critics Circle)                                                | Meilleur film basé sur une bande dessinée ou un roman graphique                       | Deadpool 2                                                                  | Nomination |
| Les prix Joey (The Joey Awards)                                                                         | Meilleur acteur dans un rôle à la télévision ou au cinéma                             | Luke Roessler                                                               | Nomination |
| Prix de la bande-annonce dorée                                                                          | Prix de la bande-annonce dorée du meilleur teaser                                     | 20th Century Fox et mOcean                                                  | Lauréat    |
| Prix de la bande-annonce dorée                                                                          | Prix de la bande-annonce dorée de la bande-annonce la plus originale                  | 20th Century Fox et mOcean                                                  | Lauréat    |
| Prix de la bande-annonce dorée                                                                          | Meilleur blockbuster de l'été 2018                                                    | 20th Century Fox et mOcean                                                  | Nomination |
| Prix de la bande-annonce dorée                                                                          | Meilleur spot TV de film d'action                                                     | 20th Century Fox et Wild Card                                               | Nomination |
| Prix de la bande-annonce dorée                                                                          | Meilleur spot télévisé à succès de l’été                                              | 20th Century Fox et Wild Card                                               | Nomination |
| Prix de la bande-annonce dorée                                                                          | Meilleur spot télévisé à succès de l’été                                              | 20th Century Fox et Wild Card                                               | Nomination |
| Prix de la musique hollywoodienne (Hollywood Music In Media Awards (HMMA))                              | Meilleur supervision musicale pour un film                                            | John Houlihan                                                               | Nomination |
| Prix de la musique hollywoodienne (Hollywood Music In Media Awards (HMMA))                              | Meilleure musique originale pour un film de science-fiction, fantastique ou d’horreur | Tyler Bates                                                                 | Nomination |
| Prix de la musique hollywoodienne (Hollywood Music In Media Awards (HMMA))                              | Meilleur album de bande originale                                                     | Deadpool 2                                                                  | Nomination |
| Prix de la musique hollywoodienne (Hollywood Music In Media Awards (HMMA))                              | Meilleure chanson originale pour un film de science-fiction, fantastique ou d'horreur | Petey Martin, Jordan Smith, Tedd T et Céline Dion (pour la chanson : Ashes) | Nomination |
| Prix Dragon (Dragon Awards)                                                                             | Meilleur film de science-fiction ou fantastique                                       | David Leitch, Rhett Reese, Paul Wernick et Ryan Reynolds                    | Nomination |
| Prix du jeune public                                                                                    | Meilleure star masculine de cinéma d'été                                              | Julian Dennison                                                             | Nomination |
| Prix du jeune public                                                                                    | Meilleure star masculine de cinéma d'été                                              | Ryan Reynolds                                                               | Nomination |
| Prix du jeune public                                                                                    | Meilleure star féminine de cinéma d'été                                               | Zazie Beetz                                                                 | Nomination |
| Prix du public                                                                                          | Film d'action de l'année                                                              | Deadpool 2                                                                  | Nomination |
| Prix du public                                                                                          | Star d'un film d'action de l'année                                                    | Ryan Reynolds                                                               | Nomination |
| Prix IGN du cinéma d'été (IGN Summer Movie Awards)                                                      | Meilleur film d'adaptation de bande dessinée                                          | Deadpool 2                                                                  | Nomination |
| Prix internationaux du cinéma en ligne (INOCA) (International Online Cinema Awards (INOCA))             | Meilleure chanson originale                                                           | Petey Martin et Jordan Smith (pour la chanson : Ashes)                      | Nomination |
| Prix Schmoes d'or                                                                                       | Schmoes d'or de la meilleure comédie de l'année                                       | Deadpool 2                                                                  | Lauréat    |
| Prix Schmoes d'or                                                                                       | Personnage le plus cool de l'année                                                    | Cable                                                                       | Nomination |
| Prix Schmoes d'or                                                                                       | Meilleur DVD / Blu-Ray de l'année                                                     | Deadpool 2                                                                  | Nomination |
| Prix Schmoes d'or                                                                                       | Affiche de cinéma préférée de l'année                                                 | Deadpool 2                                                                  | Nomination |
| Société des critiques de films de San Diego                                                             | Meilleure performance comique                                                         | Ryan Reynolds                                                               | Nomination |
| Société des critiques de films en ligne de Los Angeles (Los Angeles Online Film Critics Society Awards) | Meilleur blockbuster                                                                  | Deadpool 2                                                                  | Nomination |
| Société des critiques de films en ligne de Los Angeles (Los Angeles Online Film Critics Society Awards) | Meilleur film d'action                                                                | Deadpool 2                                                                  | Nomination |
| Société des critiques de films en ligne de Los Angeles (Los Angeles Online Film Critics Society Awards) | Meilleur travail de cascade                                                           | Deadpool 2                                                                  | Nomination |

### Année 2019
| Cérémonie ou récompense | Catégorie / Récompense                                                  | Nommé(es) / Lauréat(es)                                                                                                  | Résultat   |
| --- | ----------------------------------------------------------------------- | --- | ---------- |
| Association des critiques de cinéma | Meilleur acteur dans une comédie                                        | Ryan Reynolds | Nomination |
| Association des critiques de cinéma | Meilleure comédie                                                       | Deadpool 2 | Nomination |
| Association des critiques de cinéma | Meilleur film d'action                                                  | Deadpool 2 | Nomination |
| Association des journalistes latino-américains du divertissement cinématographique (Latino Entertainment Journalists Association Film Awards) | Meilleures cascades                                                     | Scott J. Ateah | Nomination |
| Association du cinéma et de la télévision en ligne (Online Film & Television Association)                                                     | Meilleure coordination de cascades                                      | Scott J. Ateah, Wayne Dalglish, Jayson Dumenigo, Jonathan Eusebio, Sam Hargrave, Philip J Silvera et Owen Walstrom       | Nomination |
| Association du cinéma et de la télévision en ligne (Online Film & Television Association)                                                     | Séquence des meilleurs titres                                           | pour le générique d'ouverture                                                                                            | Nomination |
| Communauté du circuit des récompenses (Awards Circuit Community Awards (ACCA))                                                                | Meilleur ensemble de cascades                                           | Scott J. Ateah, Jonathan Eusebio et Philip J Silvera                                                                     | Nomination |
| Editeurs de cinéma américain | Meilleur montage d'un film comique                                      | Craig Alpert, Elísabet Ronaldsdóttir et Dirk Westervelt                                                                  | Nomination |
| Éditeurs de sons de films | Meilleur montage des effets sonores et bruitages dans un film           | Mark P. Stoeckinger, Alan Rankin, Martyn Zub, Chuck Michael, John Morris, Dan O'Connell, Matthew Harrison et Mark Pappas | Nomination |
| Festival du film SXSW | Excellence dans la conception de titres                                 | John Likens | Nomination |
| GLAAD Media Awards | Film exceptionnel - Sortie large                                        | Deadpool 2 | Nomination |
| Grammy Awards | Meilleure bande son de compilation pour les médias visuels              | John Houlihan, David Leitch et Ryan Reynolds                                                                             | Nomination |
| Prix Aurora | Prix Aurora de la meilleure présentation visuelle                       | Ryan Reynolds | Lauréat    |
| Prix de la bande-annonce dorée | Prix de la bande-annonce dorée du meilleur spot télévisé comique        | 20th Century Fox et Wild Card                                                                                            | Lauréat    |
| Prix de la bande-annonce dorée | Prix de la bande-annonce dorée du spot TV le plus original              | 20th Century Fox Video et Wild Card                                                                                      | Lauréat    |
| Prix de la bande-annonce dorée | Meilleure comédie à domicile                                            | 20th Century Fox Video et Mob Scene                                                                                      | Nomination |
| Prix de la bande-annonce dorée | Meilleure comédie à domicile                                            | 20th Century Fox Studios et Aspect                                                                                       | Nomination |
| Prix de la bande-annonce dorée | Meilleure bande-annonce de film d’action                                | 20th Century Fox Video et mOcean                                                                                         | Nomination |
| Prix de la bande-annonce dorée | Meilleurs graphismes dans un spot télévisé                              | 20th Century Fox et Wild Card                                                                                            | Nomination |
| Prix de la bande-annonce dorée | Spot TV le plus original                                                | 20th Century Fox Video et Mob Scene                                                                                      | Nomination |
| Prix de la bande-annonce dorée | Meilleur affiche de film                                                | Deadpool 2 | Nomination |
| Prix de la bande-annonce dorée | Publicité la plus innovante pour un long métrage                        | Deadpool 2 | Nomination |
| Prix de la bande-annonce dorée | Meilleure campagne marketing                                            | Deadpool 2 | Nomination |
| Prix du jeune artiste | Meilleur jeune acteur dans un second rôle - Long métrage                | Luke Roessler et Marvel Comics                                                                                           | Nomination |
| Société de casting d'Amérique | Meilleure réalisation en casting - Long métrage à gros budget - Comédie | Marisol Roncali, Mary Vernieu et Twentieth Century Fox                                                                   | Nomination |
| Société des critiques de cinéma d'Hawaii (Hawaii Film Critics Society)                                                                        | Meilleure chanson                                                       | Petey Martin, Jordan Smith et Tedd T                                                                                     | Nomination |
| Société des critiques de cinéma de Denver | Meilleur film de comédie                                                | Deadpool 2 | Nomination |
| Société des critiques de cinéma de Houston | Meilleure chanson originale                                             | pour la chanson : Ashes                                                                                                  | Nomination |